# John McGeoch

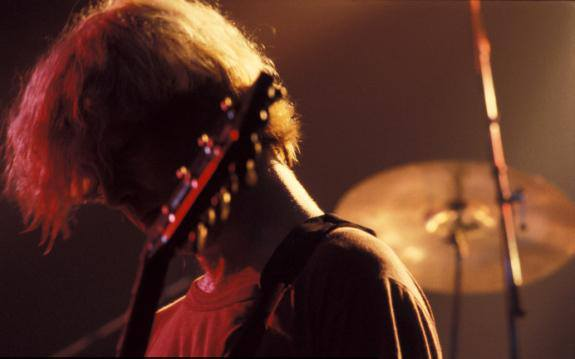
John McGeoch.

John McGeoch, född 25 augusti 1955 i Greenock i Inverclyde, Skottland, död 4 mars 2004 i Launceston, Cornwall, var en brittisk (skotsk) gitarrist.
McGeoch var gitarrist i inflytelserika postpunkbandet Magazine från 1977 till 1980, och Siouxsie and The Banshees från 1980 till 1982 samt i syntbandet Visage 1978 till 1981. Han spelade därefter med bland andra The Armoury Show och Public Image Limited. Hans spelstil anses vara mycket inflytelserik och blev en förebild för gitarrister som Johnny Marr (från The Smiths), John Frusciante (från Red Hot Chili Peppers), Jonny Greenwood (från Radiohead) och The Edge (från U2). McGeoch avled i sömnen 2004, 48 år gammal.
Den första biografin om John McGeoch, The Light Pours Out of Me: The Authorised Biography of John McGeoch, hans livsbana och hans arv, släpptes 2022 av Omnibus Press. Författaren intervjuade musiker som Johnny Marr, John Frusciante, Jonny GreenWood och ed O'Brien speciellt för boken, som alla citerade McGeoch som en av sina främsta influenser.

## Diskografi
Studioalbum med Magazine
- Real Life (1978)
- Secondhand Daylight (1979)
- The Correct Use of Soap (1980)

Studioalbum med Siouxsie and the Banshees
- Kaleidoscope (1980)
- Juju (1981)
- A Kiss in the Dreamhouse (1982)